# 16755 Cayley
16755 Cayley (1996 RE1) là một tiểu hành tinh vành đai chính được phát hiện ngày 9 tháng 9 năm 1996 bởi P. G. Comba ở Prescott.